# L (lettre cyrillique)
Cette page contient des caractères spéciaux ou non latins. S’ils s’affichent mal (▯, ?, etc.), consultez la page d’aide Unicode.
Pour les articles homonymes, voir L.
L (minuscule : l), ou l cyrillique, était un graphème de l’alphabet cyrillique utilisé par Otto von Böhtlingk dans l’écriture du iakoute au XIXe siècle et par Edward Piekarski (de) au début du XXe siècle. Elle est empruntée à l’alphabet latin et est identique à la lettre L.

## Utilisation

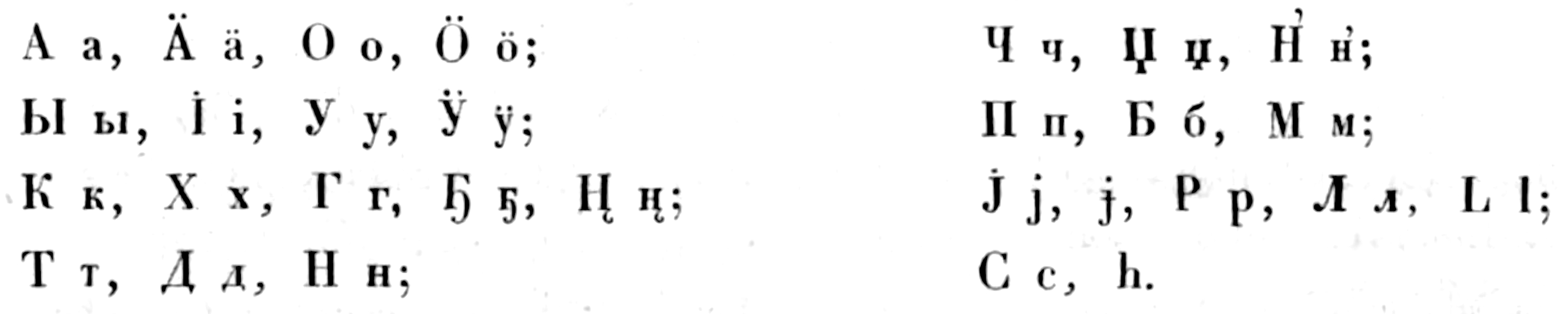
L’alphabet iakoute de von Böhtlingk de 1851.

Le l cyrillique a été utilisé en iakoute dans l’orthographe d’Otto von Böhtlingk en 1851. Il représente une consonne spirante palatale voisée nasalisée [j̃].

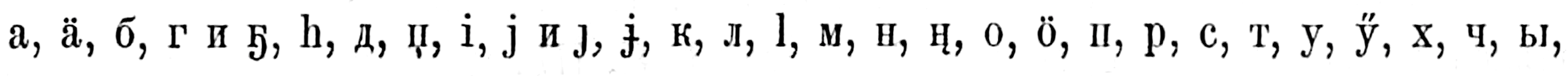
L’alphabet iakoute d’Edward Piekarski dans le dictionnaire iakoute de 1907-1933.

## Représentations informatiques
Le l cyrillique ne peut pas être représenté de façon spécifique avec les caractères Unicode, mais les caractères de la lettre latine l peuvent être utilisés de manière générale.